# Вудвиль, Ричард Кейтон (старший)
Ричард Кейтон Вудвиль (старший)  (англ. Richard Caton Woodville (Senior); 30 апреля 1825, Балтимор, Мэриленд — 13 августа 1855, Лондон, Великобритания) — американский живописец, портретист, иллюстратор, представитель Дюссельдорфской художественной школы.
Отец художника Ричарда Кейтона Вудвиля (младшего).

## Биография
Первоначально обучался живописи в родном Балтиморе. В 1845 принял участие в ежегодной выставке в Национальной академии дизайна в Нью-Йорке. Тогда же отправился в Европу.
В 1851 окончил Дюссельдорфскую художественную школу. Ученик Карла Фердинанда Зона. Прожил в Германии шесть лет, затем посетил Париж и Лондон.
Творческой деятельностью занимался в Европе.
Умер от передозировки морфина в Лондоне в возрасте 30 лет.

## Творчество
Автор жанровых картин, портретов и иллюстраций. За свою короткую, но плодотворную карьеру, создал не менее 20 полотен, хорошо известных, в своё время, благодаря участию в выставках в Европе и Америке. Занял видное место в списке известных американских художников.

Некоторые работы
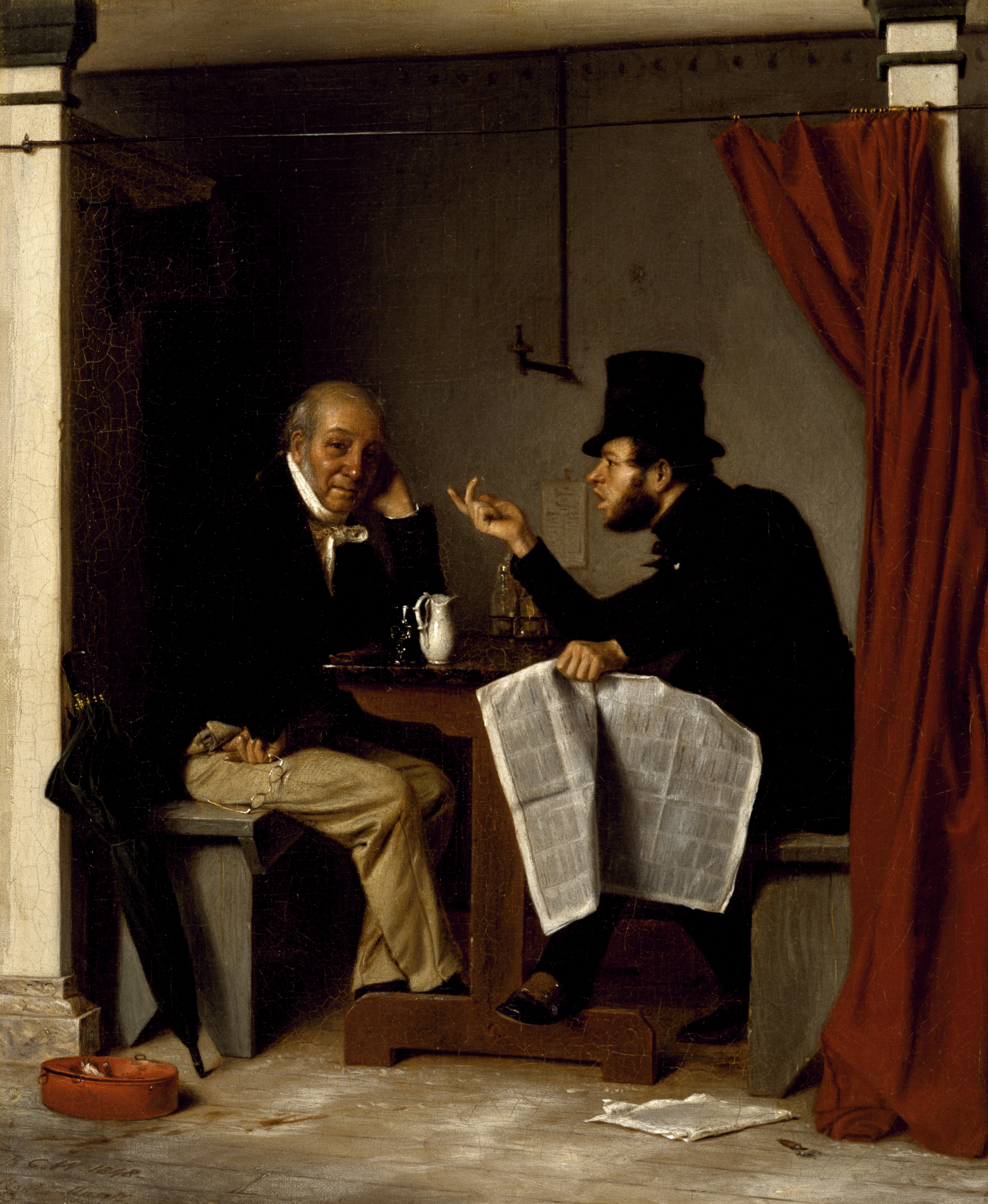
Политики в ресторане «Устричный Дом», 1848 год Художественный музей Уолтерса
Военные новости из Мексики, 1848 год